# Михаил (Константинидис)
Архиепи́скоп Михаи́л (греч. Αρχιεπίσκοπος Μιχαήλ, в миру Фукиди́дис Константини́дис, греч. Θουκυδίδης Κωνσταντινίδης; 27 мая 1892, Марония — 13 июля 1958, Нью-Йорк) — епископ Константинопольской православной церкви, архиепископ Северной и Южной Америки (1949—1958).

## История
Родился в 1892 году в деревне Марония в Родопах, которая тогда находилась в границах Османской Империи. Родители были Михаил Констанидис и Филио Царироглу.
В 1906 году после завершения базового образования в Ксанти поступил в богословскую школу на острове Халки, которую окончил с отличием в 1914 году. В последний год учебы был рукоположен в сан диакона с наречением имени Михаил.
По окончании Халкинской богословской школы остался в ней ещё один год, преподавая Новый Завет. Также преподавал греческий язык в Торговом школе на Халки.
В 1915 году патриарх Константинопольский Герман V предоставил ему стипендию для обучения в России в Киевской и Санкт-Петербургской духовных академиях. Оставался в России до 1919 года, когда из-за начавшейся гражданской войны должен был вернуться в Константинополь.
9 июня 1919 года был рукоположён в сан священника с возведением в достоинство архимандрита.
В октябре 1920 года патриарх Константинопольский направил его в Комотини в качестве экзарха Маронийской и Фасской митрополии. Там он взял на себя управление городской полугимназией, в которой преподавал Закон Божий, греческий и французский языки. Когда митрополит Маронийский Мелиссин (Христодулу) вследствие болезни не смог управлять митрополией, Михаил стал местоблюстителем митрополии.
В 1922 году в результате малоазитатской катастрофы оказался в Греции.
В 1923 году архиепископ Афинский Хризостом I назначил архимандрита Михаила секретарём, а затем великим протосинкеллом Афинской архиепископии. Оставался в Афинах на протяжении четырёх лет, состоя в клире Афинского кафедрального собора. Кроме этого, переводил и писал статьи для газеты «Νέος Αγών».
С 1927 по 1939 год служил в соборе святой Софии в Лондоне и также был представителем Константинопольского патриархата, Элладской православной церкви и Александрийского патриархата на различных конференциях и комитетах. Занимался переводами и написанием статей.
В 1938 году митрополит Коринфский Дамаскин (Папандреу) был избран архиепископом Афинским, однако в результате давления на Священный синод со стороны правительства генерала Иоанниса Метаксаса, против которого митрополит Дамаскин открыто выступал, новым архиепископм Афинским стал Хрисанф (Филиппидис), а митрополит Дамаскин вынужденно ушёл на покой, вследствие чего Коринфская митрополия вдовствовала до сентября 1939, когда на Коринфскую кафедру был избран архимандрит Михаил.
10 сентября 1939 года состоялась его епископская хиротония, которую возглавил архиепископ Афинский Хрисанф. Настолован 15 октября того же года.
Будучи митрополитом Коринфским, вёл обширную работу как в годы войны и оккупации, организовывая бесплатные обеды, создав поликлинику и др., так и после освобождения, восстанавливая «Αρχείο Μελετών» в Коринфе, основав библиотеку в городе, организовал семинарию в Коринфе и др.
11 октября 1949 года избран архиепископом Северной и Южной Америки. Настолован 18 декабря того же года.
Скончался 13 июля 1958 года в Нью-Йорке и похоронен во дворе Академии святого Василия.